# Initiative Qualitätsmedizin
Die Initiative Qualitätsmedizin (IQM) ist ein 2008 gegründeter träger- und länderübergreifender gemeinnütziger Verein, in dem sich derzeit über 500 Krankenhäuser aus Deutschland und der Schweiz für mehr Qualität in der Medizin und Patientensicherheit engagieren.

## Gründung
Fünfzehn Krankenhausträger haben sich 2008 zusammengeschlossen und die Initiative Qualitätsmedizin e. V. (IQM) gegründet. Zu den Gründungsinitiatoren gehören die Helios Kliniken GmbH, die Johanniter GmbH Gemeinnützige Gesellschaft für soziale Einrichtungen, die Medizinische Hochschule Hannover (MHH), die MTG Malteser Trägergesellschaft gGmbH, die SRH Kliniken GmbH, das Universitätsklinikum Carl Gustav Carus Dresden an der TU Dresden, die Vereinigung Berufsgenossenschaftlicher Kliniken, das Universitätsspital Basel und die Ärztekammer Berlin. Die Charité – Universitätsmedizin Berlin, die Damp Holding AG, die Gesundheit Nordhessen Holding AG, die Klinikum Saarbrücken gGmbH, die Klinikum St. Elisabeth Straubing GmbH und die Ludwig-Maximilians-Universität München sind 2009 als weitere Gründungsmitglieder hinzugekommen.

## Qualitätsmethodik
Die IQM Methodik basiert auf drei Grundsätzen, zu denen sich die IQM Mitglieder freiwillig verpflichten:
- Messung medizinischer Ergebnisqualität auf Basis von Routinedaten
- Transparenz durch Veröffentlichung der Qualitätsergebnisse
- Verbesserung der medizinischen Behandlungsqualität mit Peer Reviews

Zur Berechnung der Ergebnisqualität nutzt IQM Qualitätsindikatoren aus Routinedaten. Die sogenannten IQI (Inpatient Quality Indicators) werden aus den Abrechnungsdaten der Krankenhäuser (§21 KHEntgG Datensatz in Deutschland und BFS Datensatz der Schweiz) und den darin enthaltenen medizinischen Dokumentationsdaten (ICD‐10, OPS) ermittelt. Damit werden Informationen aus dem Leistungsgeschehen der Krankenhäuser erfasst und im Ergebnis die Versorgungsqualität gemessen. Länderadaptierte Versionen der Inpatient Quality Indicators liegen für Deutschland (G-IQI), die Schweiz (CH-IQI) und Österreich (A-IQI) vor.
Die Veröffentlichung der Ergebnisse erfolgt auf den Webseiten der Mitgliedskliniken auf Deutsch, Englisch und Französisch. Statistisch auffällige Ergebnisse führen dazu, dass in den entsprechenden Krankenhäusern interdisziplinäre und interprofessionelle Peer Reviews durchgeführt werden. Im Rahmen dieser Peer Reviews analysieren nach dem Curriculum der Bundesärztekammer geschulte Ärzte und Pflegekräfte vor Ort in den Kliniken nach festgelegten Kriterien ausgewählte Akten stationär behandelter Patienten auf mögliches Optimierungspotenzial. Im kollegialen Dialog wird dieses Optierungspotential mit den besuchten Kliniken diskutiert und mögliche qualitätssichernde Verbesserungsmaßnahmen formuliert.
Darüber hinaus werden seitens IQM unterschiedliche Pilotprojekte und Kampagnen im Rahmen des Vereinszwecks durchgeführt:
- Awareness-Kampagne Delir: Die Diagnose Delir, tritt besonders häufig bei älteren und kognitiv beeinträchtigten Patienten bei stationärer Behandlung auf. Häufig wird das Delir jedoch nicht oder erst zu spät erkannt, was schwerwiegende Folgen für die Betroffenen mit sich bringen kann. Vor diesem Hintergrund hat IQM die Delir Awareness-Kampagne gestartet, um Fachexpertise innerhalb des IQM Netzwerkes zu bündeln und Instrumente zur Information, Schulung und möglichem Benchmark bereitzustellen.
- Patient-Reported Outcome Measures (PROM): Der Einsatz PROM dient in erster Linie der stärkeren Patientenzentrierung in der Qualitätsmessung. Krankenhäuser geben ihren Patienten die Möglichkeit, ein direktes krankheitsbezogenes Feedback zurückzumelden.

## Partner
IQM arbeitet mit Akteuren aus dem Gesundheitswesen zusammen:
- Die Weiterentwicklung der German Inpatient Quality Indicators erfolgt in einer IQM Arbeitsgruppe, die mit Fachexperten der Mitgliedskrankenhäuser, Vertretern des Kooperationspartners 3M HIS, wissenschaftlichen Mitarbeitern des Instituts für Technologie und Management (ITM) der TU Berlin und dem Bundesamt für Gesundheit Schweiz besetzt ist. Es werden Neu- und Änderungsvorschläge aus den Mitgliedskrankenhäusern, Fachgesellschaften und von Experten berücksichtigt.
- Medizinische Fachgesellschaften und Krankenkassen beteiligen sich somit an der Weiterentwicklung der Methodik der Qualitätsindikatoren auf Basis von Routinedaten.
- Das BMG Österreich ist Förderpartner von IQM.
- Das BAG Schweiz kooperiert und unterstützt die Weiterentwicklung der Qualitätsindikatoren und verantwortet die Umsetzung der Swiss Inpatient Quality Indicators (CH-IQI), die analog der G-IQI weiterentwickelt werden.
- IQM bringt sich beim Wissenschaftlichen Institut der AOK (WIdO) im Rahmen der Weiterentwicklung der sektorenübergreifenden Qualitätsmessung ein.
- IQM war bereits 2011 an der Entwicklung des Curriculums Ärztliches Peer Review der Bundesärztekammer Deutschland beteiligt.
- H+ Die Spitäler der Schweiz setzt sich für die Etablierung der IQM Methodik in der Schweiz ein.[6]

## Publikationen
- Jörg Martin, Jan-Peter Braun, Josef Zacher (Hrsg.): Handbuch IQM – konsequent transparent – Qualität mit Routinedaten!, MWV Berlin, 3. Auflage, 2023, ISBN 978-3-95466-739-0
- J. Leiner, S. Hohenstein, V. Pellissier, S. König, C. Winklmair, I. Nachtigall, A. Bollmann, R. Kuhlen: COVID-19 and Severe Acute Respiratory Infections: Monitoring Trends in 421 German Hospitals During the First Four Pandemic Waves, Infect Drug Resist, 2023, 16, S. 2775–2781 doi:10.2147/IDR.S402313.
- S. König, V. Pellissier, S. Hohenstein, J. Leiner, G. Hindricks, A. Meier-Hellmann, R. Kuhlen, A. Bollmann: A Comparative Analysis of In-Hospital Mortality per Disease Groups in Germany Before and During the COVID-19 Pandemic From 2016 to 2020, AMA Network Open. 2022. doi:10.1001/jamanetworkopen.2021.48649
- J Schmitt, M Roessler, P. C. Scriba, F. Walther, X. Grählert, M. Eberlein-Gosnka, R. Kuhlen, O. Schoffer: Effect of clinical peer review on mortality in patients ventilated for more than 24 hours: a cluster randomised controlled trial, BMJ Qual Saf 2022. doi:10.1136/bmjqs-2021-013864
- C. Westerhoff, E. Kuhlen, D Schmithausen, R. Graf, C Winklmair: Effekte der Covid-19-Pandemie auf die stationäre Versorgung, BULLETIN DES MÉDECINS SUISSES – SCHWEIZERISCHE ÄRZTEZEITUNG, 2021.
- J. Schmitt, O. Schoffer, F. Walther, M. Roessler, M. Eberlein-Gosnka, P. C. Scriba, R. Kuhlen, M. Albrecht: Patient-Level and Hospital-Level Risk Factors for In-Hospital Mortality in Patients Ventilated for More Than 24 Hours: Results of a Nationwide Cohort Study, Journal of Intensive Care Medicine, 2020.
- J. Schmitt, O. Schoffer, F. Walther, M. Roessler, X. Grählert, M. Eberlein-Gosnka, P. C. Scriba, R. Kuhlen: Effectiveness of the IQM peer review procedure to improve in-patient care—a pragmatic cluster randomized controlled trial (IMPRESS): study design and baseline results, Journal of Public Health: From Theory to Practice, 2019, doi:10.1007/s10389-019-01118-9.
- F. Dormann, J. Klauber, R. Kuhlen (Hrsg.): Qualitätsmonitor 2020, ISBN 978-3-95466-586-0
- F. Dormann, J. Klauber, R. Kuhlen (Hrsg.): Qualitätsmonitor 2019, ISBN 978-3-95466-403-0
- F. Dormann, J. Klauber, R. Kuhlen (Hrsg.): Qualitätsmonitor 2018, ISBN 978-3-95466-348-4[7]
- Maria Eberlein-Gonksa, Jörg Martin, Josef Zacher (Hrsg.): Handbuch IQM – konsequent transparent – Qualität mit Routinedaten!, MWV Berlin, 2. Auflage, 2017, ISBN 978-3-95466-115-2
- Jörg Martin, Oda Rink, Josef Zacher (Hrsg.): Handbuch IQM – konsequent transparent, MWV Berlin, 1. Auflage, 2014, ISBN 978-3-95466-063-6
- Jahrbuch Qualitätsmedizin / Initiative Qualitätsmedizin, MWV,m 2010–2012, Fortsetzung erschienen als Monografie unter dem Titel: Handbuch IQM